# EndeavourOS
EndeavourOS — дистрибутив Linux, основанный на Arch Linux. EndeavourOS включает графический установщик Calamares, способный устанавливать среды рабочего стола Xfce, KDE Plasma, GNOME, MATE, Cinnamon, Budgie, LXQt, LXDE и оконный менеджер i3 . KDE Plasma  можно установить без подключения к интернету. Кроме того, существуют так называемые «выпуски сообщества», включающие оконные менеджеры Sway, QTile, BSPWM, Openbox и эксклюзив EndeavourOS Worm.
EndeavourOS использует плавающий график выпуска. Последняя версия готового iso-образа — от 2024.03.19, под названием «Mercury Neo».
EndeavourOS начинался как преемник Antergos, ныне прекращённого в разработке дистрибутива Linux, также основанного на Arch Linux.

## Происхождение
EndeavourOS начинался как продолжение дистрибутива Antergos Linux, который основан на Arch Linux, дистрибутиве Linux общего назначения. В мае 2019 года разработчики Antergos внезапно объявили о прекращении разработки проекта; модератор форумов Antergos обсудил идею сохранения сообщества на новом форуме. Идея получила поддержку внутри сообщества, и уже через день к проекту присоединились и другие модераторы Antergos. Разработка EndeavourOS началась быстро: команда планировала создать дистрибутив, который был бы близок к Arch Linux с удобством установщика с графическим интерфейсом, оставляя при этом  оболочки Pacman с графическим интерфейсом, такие как Pamac, при установке из коробки. Первый релиз состоялся в июле 2019 года.

## Установка
EndeavourOS использует системный установщик Calamares. Хотя изначально планировалось, что EndeavourOS будет поставляться с Cnchi, сетевым установщиком, используемым Antergos, технические трудности привели к принятию автономного установщика на основе Portergos, дистрибутива Linux, также основанного на Antergos, в качестве временного решения до тех пор, пока проблемы не будут устранены позже в ходе разработки. После официального запуска дистрибутива команда EndeavourOS приступила к разработке сетевого установщика Calamares, релиз которого должен был состояться в ноябре 2019 года, но был отложен до декабря. Сетевой установщик предлагает несколько сред рабочего стола, оконных менеджеров, пакетов драйверов и прошивок, а также ядер в процессе установки. Сетевой установщик также позволяет пользователю выполнять автономную установку с помощью рабочего стола Xfce по умолчанию, оформленного в стиле EndeavourOS.
EndeavourOS имеет графический установщик, в отличие от дистрибутива Arch Linux, на котором он основан, где установка обычно выполняется вручную с помощью инструмента командной строки pacstrap. Таким образом, EndeavourOS обычно позиционируется как альтернатива Arch Linux, удобная для начинающих. Поскольку дистрибутив основан на Arch Linux, он предоставляет большинство основных функций «как есть».
EndeavourOS предоставляет доступ к Arch User Repository (AUR), коллекции неофициальных исходных пакетов, поддерживаемых сообществом, поставляемых Arch Linux по умолчанию через менеджер пакетов yay.

## База знаний
11 сентября 2019 года EndeavourOS объявила, что создаст базу знаний под названием Discovery, чтобы предоставить своим пользователям некоторую справочную информацию о командах Arch и проинформировать их о новых пакетах для изучения. База знаний была запущена в ноябре 2019 года. Позже, в апреле 2021 года, она перестала обновляться из-за нехватки авторов.